# CA006
EXILIMケータイ CA006（えくしりむけーたい しーえーぜろぜろろく）は、カシオ計算機およびNECカシオ モバイルコミュニケーションズ（現・日本電気(NEC)）が日本国内向けに開発した、auブランドを展開するKDDI および沖縄セルラー電話のCDMA 1X WINの携帯電話である。

## 特徴
CA005の後継機種で、EXILIMケータイとしては唯一、ハイビジョンムービー、およびWi-Fi WINに対応している。カメラの画素数は先代と大差ないものの、画像処理能力の向上が図られている。保護等級ではIPX5/IPX8相当の防水性能、IP5X相当の防塵性能を備える。また、今機種より開発元がNECカシオ モバイルコミュニケーションズとなる。
従来のEXILIMケータイ機と同様、カメラのレンズリングやEXILIMのロゴは背面側に目立つ形で配置されており、一方の前面側はサブディスプレイを持たない簡素なデザインとなっている。またシリーズ共通の、2軸折りたたみを用いてメインディスプレイを外側に反転させた状態で折り畳むことにより、側面に配したカメラ操作用のボタン類を用いてデジタルカメラのように扱うことができる仕様も、本機に継承されている。一方で先代のCA005が起伏や継ぎ目のない形状であったのに対し、本機のカメラ側には分割ラインやグリップが配され、過去のW63CAを想起させるような「スポーティ」とも評されるデザインに立ち戻っている。厚みも薄型化を重視した先代が14.5ミリ（レンズ部分除く）であるのに対して、本機は16.9ミリと厚くなっている。
プリセットされた3種類のEZケータイアレンジはCA005を踏襲しており、先代で採用されたアヒルの浴玩のストラップをマスコットにした「ahiru」のテーマは、変更を加えつつも本機に引き継がれている
同社製のCDMA2000 1xEV-DO Rev.A、およびKCP+に対応した音声端末としては最終機種となる。また、カシオ製Wi-Fi WIN対応端末としては事実上の最終機種となった。

## 沿革
- 2010年（平成22年）10月18日 - KDDI、およびカシオ計算機、NECカシオ モバイルコミュニケーションズより公式発表。
- 2010年12月3日 - 関東・中国地区を除く残りの地区にて（先行）発売。
- 2010年12月4日 - 関東・中国地区にて発売。
- 2014年（平成26年）6月30日 - Wi-Fi WINのサービス終了[6]。

## 主な機能・対応サービス
- 防犯ブザー

| 主な機能・対応サービス                                                                  | 主な機能・対応サービス                                           | 主な機能・対応サービス                                       | 主な機能・対応サービス          |
| --------------------------------------------------------------------------------------- | ---------------------------------------------------------------- | ------------------------------------------------------------ | ------------------------------- |
| LISMO! (着うたフル) (着うたフルプラス) (LISMOビデオクリップ) (LISMO Video) (LISMO Book) | EZケータイアレンジ                                               | バーコードリーダー&メーカー                                  | PCサイトビューアー              |
| au BOX                                                                                  | ワイヤレスミュージック                                           | au Smart Sports Run & Walk Karada Manager カロリーカウンター | EZナビウォーク 3D・声de入力対応 |
| EZ助手席ナビ                                                                            | 安心ナビ                                                         | 災害時ナビ                                                   | ナカチェン                      |
| EZアプリ FullGame! Bluetooth対戦                                                        | EZアプリ(B)                                                      | オープンアプリプレイヤー                                     | PCドキュメントビューアー        |
| EZケータイアレンジ アレンジメニュー ティーンズモード                                    | au oneガジェット マルチプレイウィンドゥ クイックアクセスメニュー | じぶん銀行アプリ                                             | EZ・FM                          |
| EZチャンネル EZチャンネルプラス EZニュースフラッシュ EZニュースEX                       | Touch Message                                                    | EZFeliCa                                                     | ケータイ de PCメール            |
| デコレーションメール 絵しゃべりメール ラッピングメール                                  | デコレーションアニメ                                             | au one メール                                                | 緊急通報位置通知 緊急地震速報   |
| ワンセグ                                                                                | グローバルパスポート (CDMA)                                      | 赤外線通信 (IrDA) 無線LAN機能 (Wi-Fi WIN) auフェムトセル     | Bluetooth                       |

## 不具合
2010年12月22日に以下の不具合の修正がケータイアップデートによって行われた。
- EZwebやLISMO等利用中にキー操作ができない場合がある。[7]

2011年2月24日に以下の不具合の修正がケータイアップデートによって行われた。
- カバンやポケット等の中で意図せずサイドキーが押された状態の場合、電池の消費が早くなることがある。
- EZwebで特定サイトにアクセスするとリセットすることがある。[8]